# FS ETR.460
Der ETR.460 (von italienisch ElettroTreno Rapido) oder umgangssprachlich Pendolino ist ein von Trenitalia betriebener italienischer Neigezug von Fiat Ferroviaria.

## Geschichte
Noch während die Produktion der ETR.450 im Gange war, wurde mit dem Bau der zweiten Generation von Pendolino-Zügen begonnen. Die 10 Züge wurden 1991 von Italienischen Staatsbahn (FS) bestellt. Erste Fahrversuche der 9-teiligen Züge fanden in den Jahren 1995 und 1996 auf dem öffentlichen Streckennetz statt.
Der fahrplanmäßige Einsatz begann 1995 auf der Strecke Rom–Mailand–Venedig. Weiter verkehrten Züge von Rom aus auch nach den Städten Bari, Bergamo, Bozen, Lecce, Reggio Calabria und Savona. Seit 2013 gehören die Züge zur Zuggattung Frecciabianca und bedienen von Rom aus Genua, Ravenna (und bis 2020 Reggio Calabria), sowie seit 2021 die Verbindung Venedig–Lecce über die Adriabahn.
Für den internationalen Verkehr wurden die Züge 21, 27 und 28 im Jahre 1996 mit einer Zweisystem-Ausrüstung versehen, sodass sie auch mit Gleichstrom mit einer Spannung von 1500 V verkehren konnten. Die umgebauten Züge wurden der Baureihe ETR.463 zugeordnet.
Aus der Baureihe ETR.460 wurde die Baureihe ETR.470 Cisalpino abgeleitet, die zusätzlich über eine Wechselstromausrüstung für eine Spannung von 15 kV verfügt und deshalb auch in der Schweiz und in Deutschland verkehren konnte.

## Technik
Die Züge sind neunteilig und bestehen technisch aus drei unabhängigen Traktionseinheiten. Jeder der Drittelzüge besteht aus einem antriebslosen Wagen und zwei Wagen mit je einem Stromrichter in GTO-Thyristor-Technik und zwei Fahrmotoren. Die am Wagenkasten befestigten Motoren treiben über Kardanwellen jeweils die innere Achse jedes Drehgestells an, sodass jeder Antriebswagen über zwei Triebachsen verfügt.
Im Gegensatz zum Vorgänger ETR.450 erhielten die Endwagen eine neue breitere eher eckiger wirkende Kopfform, die vom Industriedesigner Giorgio Giugiaro entworfen worden war. Die Mittelwagen wurden aus leichten extrudierten Aluminiumprofilen gebaut. Ein neues vollständig Unterflur angeordnetes Neigetechniksystem schränkt nicht mehr die Breite des Innenraums ein, sodass in der zweiten Klasse eine 2+2-Bestuhlung möglich wurde – die ETR 450 hatten noch eine 2+1-Bestuhlung, auch in der 2. Klasse.